# Route nationale 694
Pour les articles homonymes, voir Route 694.
La route nationale 694, ou RN 694, est une ancienne route nationale française reliant Moulins à Désertines, près de Montluçon.

## Histoire
La route nationale 694 est définie à sa création en 1933 comme la route « de Moulins à Montluçon ».
À la suite de la réforme de 1972, le tronçon d'Ygrande à Désertines, a été déclassé en RD 94. Le tronçon de Moulins à Saint-Menoux est quant à lui déclassé en RD 953.

## Tracé
- Moulins
- Neuvy
- Marigny
- Saint-Menoux

Tronc commun avec la RN 153
- Ygrande
- Vieure
- Cosne-d'Allier
- Sauvagny
- Bizeneuille
- Désertines